# Nososticta insignis
Nososticta insignis – gatunek ważki z rodziny pióronogowatych (Platycnemididae).